# Raphaël Enthoven
Raphael Enthoven (París, 9 de noviembre de 1975) es un filósofo, escritor y presentador francés.
Es hijo del editor y novelista Jean-Paul Enthoven y de la periodista y escritora Catherine David. Tiene un hermano, Julien, y una hermana, Mathilde.
Hizo estudios en el Lycée Montaigne, de París, y en el Lycée Henri-IV. Tras finalizar el bachillerato, continuó en el mismo liceo en hypokhâgne y khâgne. En 1994, a los 19 años, se integró a la École normale supérieure. 
Él ha seguido los cursos de Jacques Darriulat y Paul Clavier.

## Obras
- Libros:

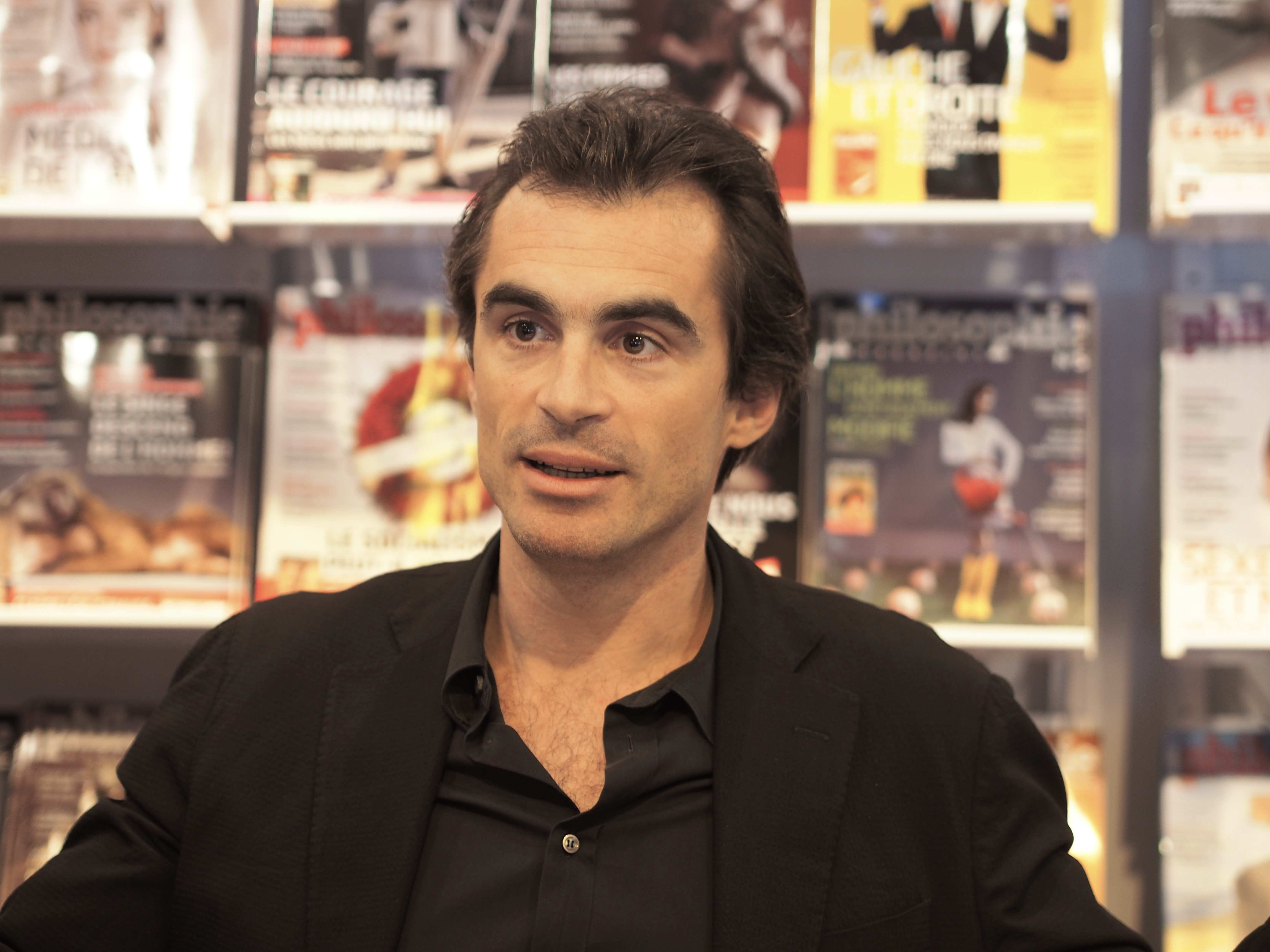
Raphaël Enthoven (2014).

  - 2003: con Jean-Pierre Barbier-Mueller, Rêves de collection, Sept millénaires de sculptures inédites - Europe, Asie, Afrique
  - 2007: Un jeu d'enfant : la philosophie, Fayard, 203 p. ISBN 978-2-213-63205-6 ; Pocket, 2008 ISBN 978-2-266-17827-3
  - 2009: L'Endroit du décor, Gallimard, coll. « L'infini », 151 p. ISBN 978-2-07-012508-1 : recueil de textes extraits de Philosophie Magazine
  - 2009: con Michael Foessel, Kant, Perrin
  - 2009: con Claudine Haroche, Jean-Jacques Courtine, Dan Arbib et Noëlle Châtelet,Le Visage, Perrin
  - 2009: con Pierre Gibert, Jean-Claude Ameisen et Marianne Massin, La Création, Perrin
  - 2009: con Jean-Yves Tadié, Maël Renouard, Robert Bréchon, Patrick Quillier, Aurélien Demars, Claire Crignon de Oliveira, Frédéric Gabriel et Patrick Dandrey, La Mélancolie, Perrin
  - 2010: La Dissertation de philo, Éditions A. Fayard ISBN 978-2-213-65463-8
  - 2010: con Orlan, Raoul Vaneigem, Unions mixtes, mariages libres et noces barbares, Éditions Dilecta ISBN 978-2-916275-66-6
  - 2010: Barthes, Éditions A. Fayard ISBN 978-2-213-65590-1
  - 2010: L'Absurde, Éditions A. Fayard ISBN 978-2-213-65589-5
  - 2011: Le Philosophe de service et autres textes, Éditions Gallimard ISBN 978-2-07-013296-6
  - 2011: Lectures de Proust, Éditions A. Fayard ISBN 978-2213662527
  - 2011: La Folie, Fayard/France Culture

- CD audio:
  - 2007: Platon, la pensée magique, entretiens avec Nicolas Grimaldi, Naïve
  - 2008: Sartre, la liberté dans tous ses états, entretiens avec François George, Juliette Simont et Frédéric Worms, Naïve
  - 2008: Bergson, l'art de vivre, entretiens avec Frédéric Worms, Naïve
  - 2008: Montaigne, la voie du milieu, entretiens avec André Comte-Sponville, Naïve
  - 2008: Spinoza, selon le cœur, entretiens avec Robert Misrahi, Naïve
  - 2008: Kant, la tête dans les nuages, entretiens avec Luc Ferry et Jacques Darriulat, Naïve
  - 2009: Descartes, le savanturier, con Nicolas Grimaldi, Naïve
  - 2009: Diderot, le neveu de Rameau, con Colas Duflo

- DVD:
  - 2011: Philosophie - Coffret 6 DVD, émissions d'Arte, réalisation Philippe Truffaut

- Canción:
  - 2005: La saga des gnous, chanson apparaissant sur l'album Longtemps de Louis Bertignac, co-écrite avec Bernard Werber et Louis Bertignac